# Maxillaria kelloffiana
Maxillaria kelloffiana är en orkidéart som beskrevs av Eric Alston Christenson. Maxillaria kelloffiana ingår i släktet Maxillaria och familjen orkidéer. Inga underarter finns listade i Catalogue of Life.